# Bubbeldiagram

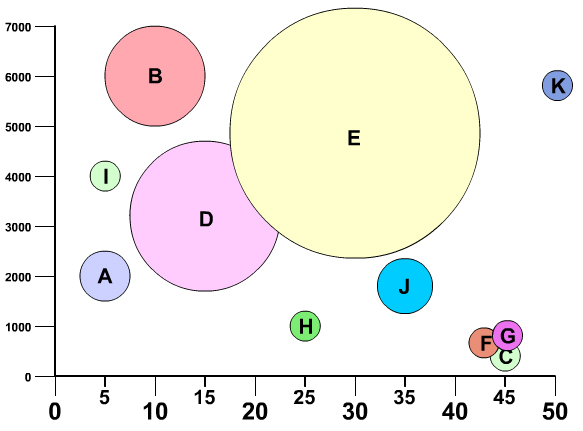
Ett enkelt bubbeldiagram.

Ett bubbeldiagram är ett diagram som är en variant på ett punktdiagram. Det presenterar ett antal objekt som bubblor, där två av objektets kvalitativa storheter redovisas med koordinater, och en tredje kvantitativ storhet visas med bubblans storlek. Diagrammet kan också vara animerat för att visa tidsförlopp. Därigenom blir diagrammet fyrdimensionellt, x-axel, y-axel, bubblans storlek och tiden. 
Medicinprofessorn Hans Rosling har gjort sig känd för sina bubbeldiagram som illustrerar global hälsa.